# Kathryn Joosten
Kathryn Joosten (Eustis Florida, 20 december 1939 – Westlake Village, 2 juni 2012) was een Amerikaanse, Emmy winnende actrice, het meest bekend door haar rollen als Karen McCluskey in Desperate Housewives en Delores Landingham in The West Wing.
Ze begon pas te acteren op haar vierenveertigste, in 1984, nadat ze acteerlessen had gevolgd in Chicago. Ze kreeg toen kleine rolletjes in onder andere Home Improvement, Murphy Brown, ER, Seinfeld, Frasier, Just Shoot Me!, Buffy the Vampire Slayer en Dharma & Greg.
In 1999 kreeg ze haar eerste grote rol als Delores Landingham, de secretaresse van President Bartlet in de televisieserie The West Wing. Die rol leverde haar heel wat interessante rollen op, zo was ze te zien in onder andere Gilmore Girls, The X-Files, Judging Amy, Monk, Charmed, Will & Grace, Malcolm in the Middle, Grey's Anatomy en Joan of Arcadia.
Ze speelde acht seizoenen lang Karen McCluskey in de populaire soap Desperate Housewives, een rol die haar in 2005 en 2008 een Emmy opleverde (Outstanding Guest Actress in a Comedy Series).
Ze overleed op 2 juni 2012 aan de gevolgen van longkanker.